# Curtiss XF13C
Le Curtis XF13C (désigné Model 70 par la compagnie) était un chasseur embarqué américain des années 1930, conçu et produit par la Curtiss Aeroplane and Motor Company.

## Conception et développement
Le XF13C était un chasseur embarqué sur porte-avions de construction entièrement métallique, avec un fuselage semi-monocoque, un train d'atterrissage rétractable manuellement et un cockpit fermé. L'avion avait été conçu pour faciliter les conversions des pilotes des biplans vers les monoplans et vice-versa. L'US Navy acheta un prototype, désigné XF13C-1 lorsqu'il était configuré en monoplan, et XF13C-2 lorsqu'il était configuré en biplan.
Le XF13C vola pour la première fois en janvier 1934 et obtint de bons résultats pendant les essais. En 1935, il reçut un moteur plus puissant et des modifications aux plans de queue qui était surdimensionnés. La désignation fut changée en XF13C-3 pour des essais en vol supplémentaires.

## Histoire opérationnelle
Aucune commande de production en série ne fut obtenue pour le XF13C, mais l'avion continua à voler un temps pour le NACA, effectuant des vols expérimentaux, et au sein de l'escadron VWJ-1 sur la base de l'US Marine Corps de Quantico, en Virginie.

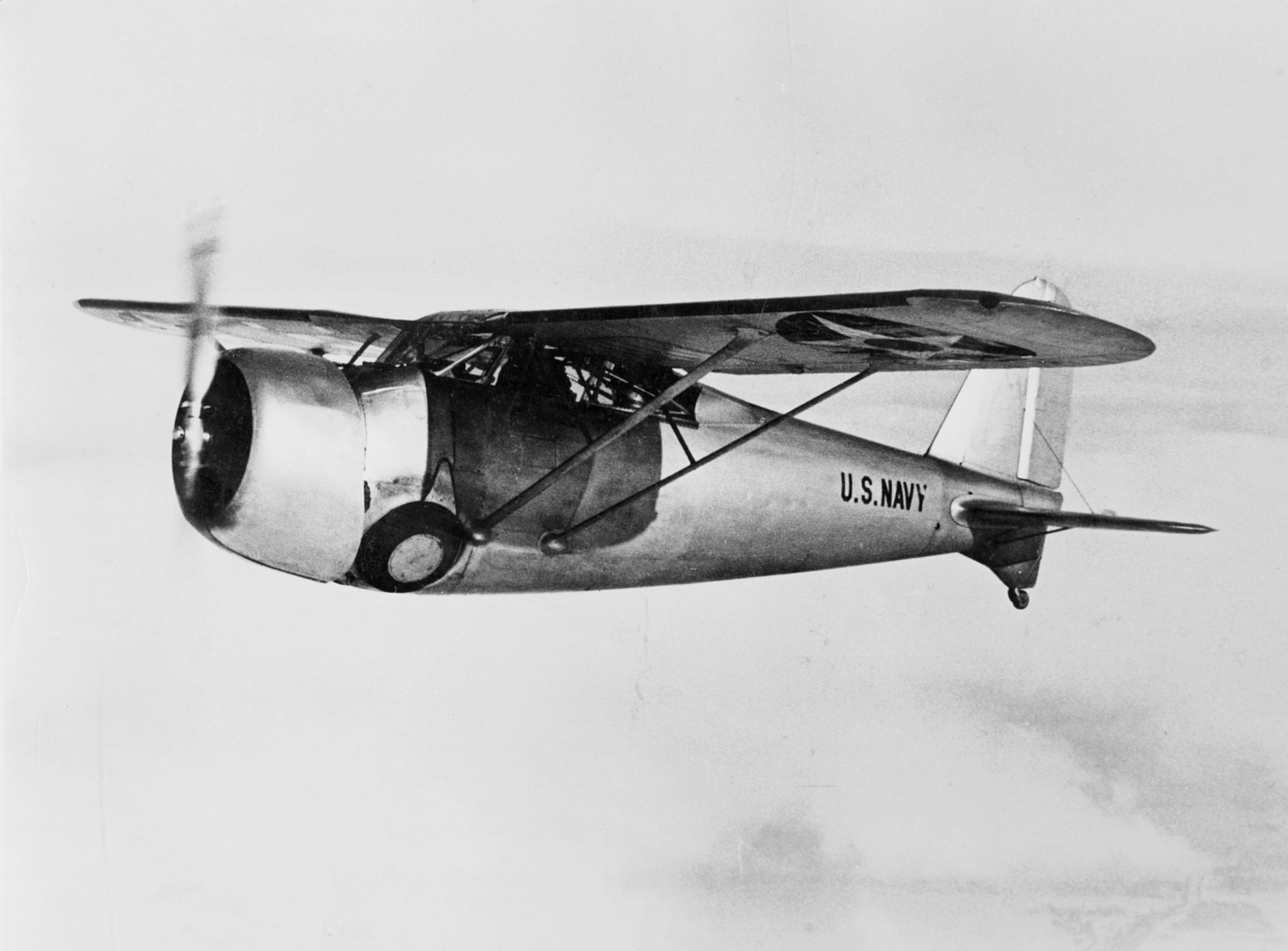
Un Curtiss XF13C-1 en vol, vers 1934.